# Chionaema bebas
Chionaema bebas là một loài bướm đêm thuộc phân họ Arctiinae, họ Erebidae.